# دلتا (آستراخان)
دلتا (به لاتین: Delta) یک منطقهٔ مسکونی در روسیه است که در استان آستراخان واقع شده‌است.